# Одегбами, Воле
Джозеф Олуволе Одегбами (англ. Joseph Oluwole Odegbami; 5 октября 1962, Ибадан, Нигерия) — нигерийский футболист, нападающий. Серебряный призёр Кубка африканских наций 1988 и участник летних Олимпийских игр 1988 года.

## Биография
Воле Одегбами родился 5 октября 1962 года в нигерийском городе Ибадан. Его старший брат Сегун (1952), также футболист.
Начал профессиональную карьеру в 1984 году в клубе «Левентис Юнайтед», после чего перешёл в «ЖИБ Страйкерс». С 1990 года по 1992 год играл за кипрский клуб ЭПА. В сезоне 1992/93 являлся игроком «Эносиса». В 1994 году завершил карьеру в австрийском «Санкт-Пёльтене».
В составе национальной сборной Нигерии выступал с 1988 года по 1994 год, проведя в составе сборной 7 игр и забив 2 гола. В марте 1988 года был заявлен для участия в Кубке африканских наций в Марокко. Нигерия дошла до финала, однако в решающей игре уступила Камеруну с минимальным счётом (0:1). Одегбами сыграл в 3 играх.
В сентябре 1988 года главный тренер олимпийской сборной Нигерии Манфред Хонер вызвал Воле на летние Олимпийские игры в Сеуле. В команде он получил 17 номер. В своей группе нигерийцы заняли последнее четвёртое место, уступив Югославии, Австралии и Бразилии. Одегбами сыграл в двух играх на турнире.

## Достижения
- Серебряный призёр Кубка африканских наций (1): 1988